# Meniscotherium
Meniscotherium es un género extinto de mamíferos del tamaño de un perro que existieron hace entre 54 y 38 millones de años. Eran herbívoros y tenían pezuñas. Los fósiles fueron encontrados en Utah, Nuevo México y Colorado. Se han encontrado grupos de varios individuos, lo que indica que vivían en grupos.

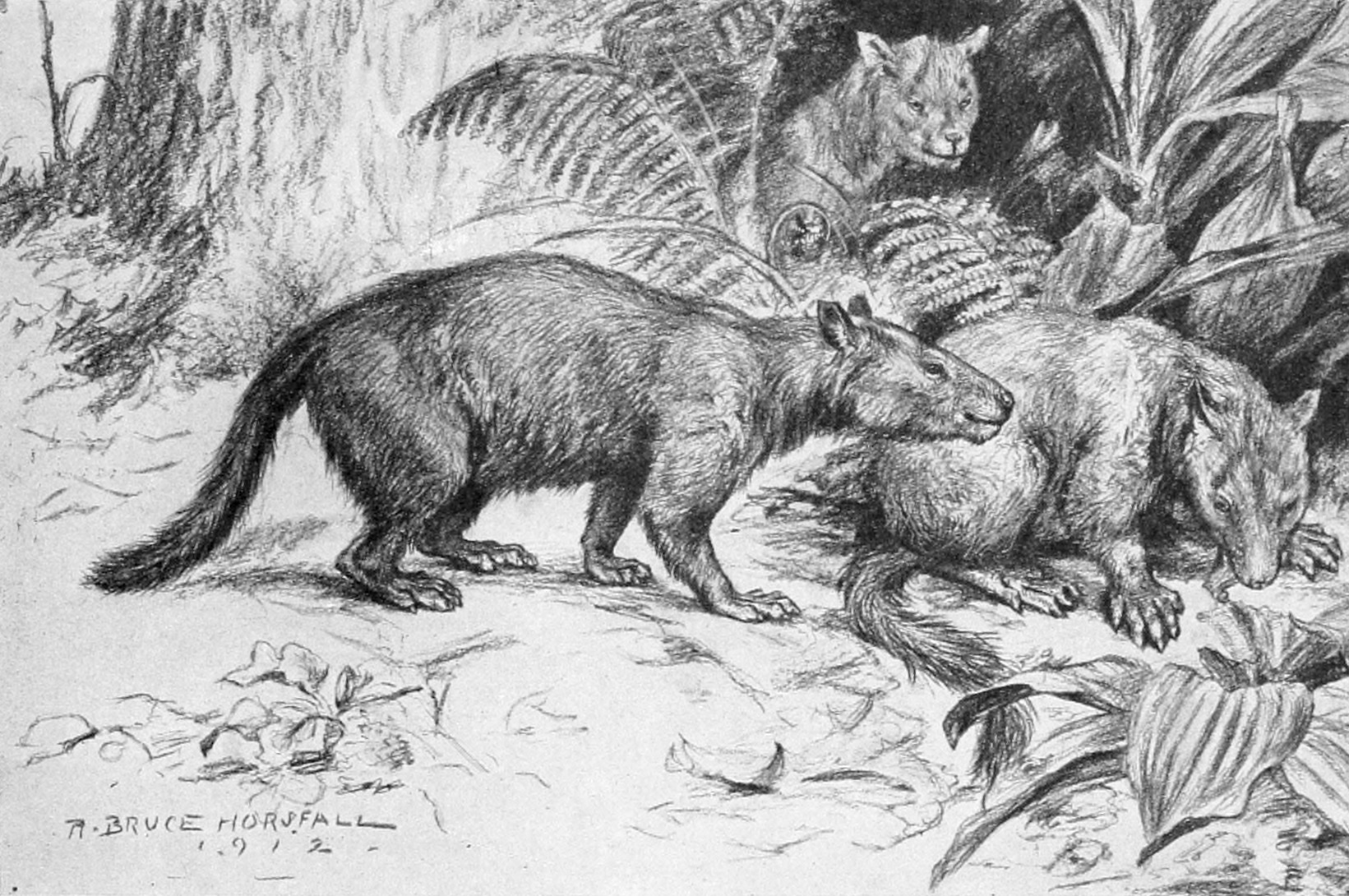
Recreación artística.
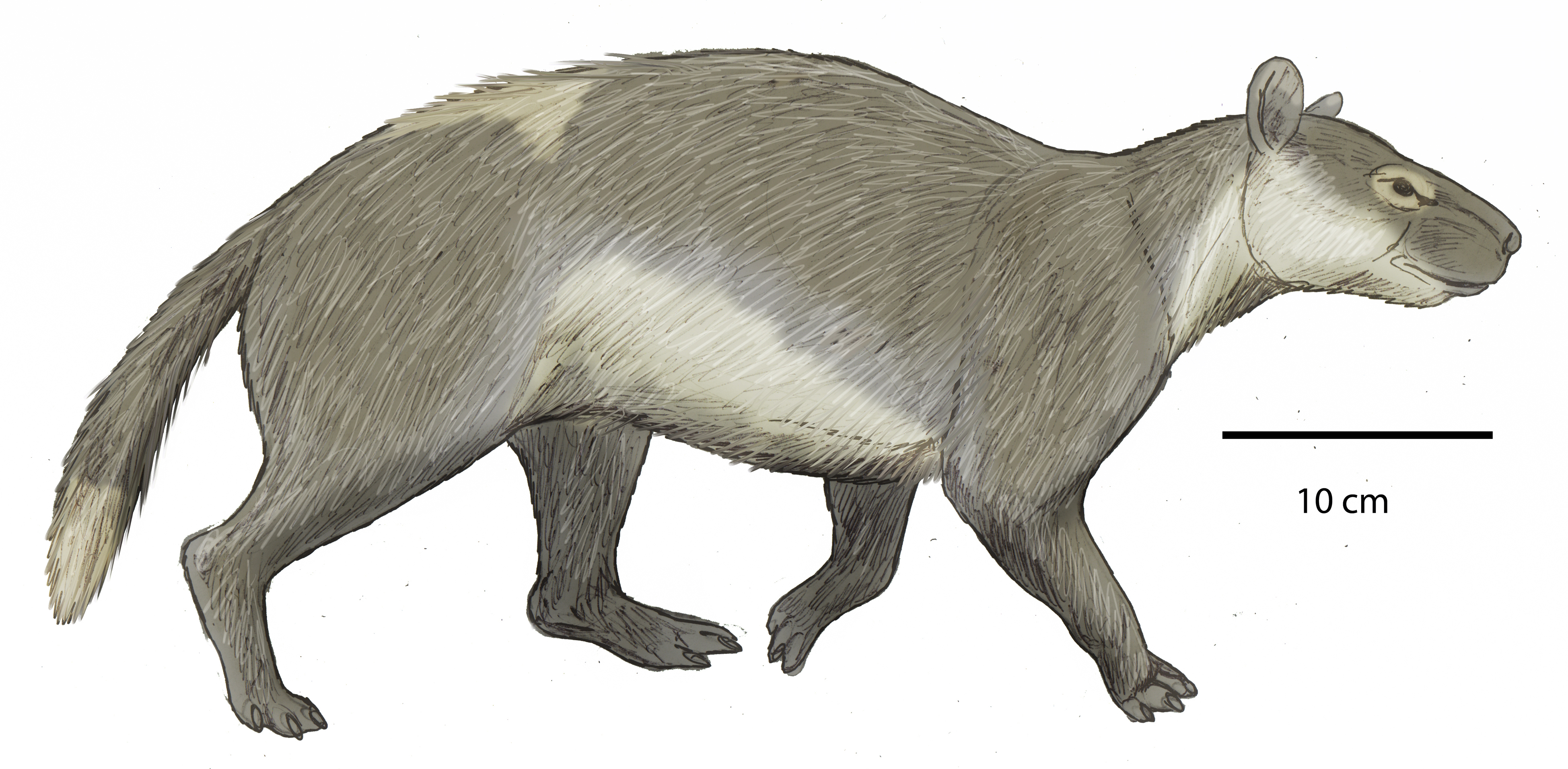
Recreación artística